# 商陆属
商陆属（学名：Phytolacca）是商陆科下的一个属，为或灌木或乔木植物。该属共有35种，分布于热带和亚热带地区。该属下的多数物种含有商陆毒素、商陆碱、商陆皂甙元等有毒成分。
属名Phytolacca来源于希腊语phyton（植物）和lacca（绘画用具）的合成词，指本属植物的果实可提炼绘画用色素。